# Liste der Monuments historiques in Urville (Vosges)
Die Liste der Monuments historiques in Urville führt die Monuments historiques in der französischen Gemeinde Urville auf.

## Liste der Immobilien
| Bezeichnung                        | Beschreibung                                     | Standort               | Kennzeichnung | Schutzstatus | Datum     | Bild           |
| ---------------------------------- | ------------------------------------------------ | ---------------------- | ------------- | ------------ | --------- | -------------- |
| Kirche Translation-de-Saint-Martin | Turm um 1200, Schiff um 1500; mit Friedhofsmauer | Rue de l’Église (Lage) | PA00107306    | Inscrit      | 1989 1990 | weitere Bilder |

## Liste der Objekte
| Bezeichnung                                     | Beschreibung | Standort                                               | Kennzeichnung | Schutzstatus | Datum | Bild |
| ----------------------------------------------- | --- | ------------------------------------------------------ | ------------- | ------------ | ----- | ---- |
| Kanzel                                          | Holz | in der Kirche Translation-de-Saint-Martin (Lage)       | PM88001821    | Inscrit      | 1988  |      |
| Hauptaltar                                      | Retabe mit Gemälde und zwei Skulpturen; Holz, farbig gefasst und vergoldet, sowie Ölfarbe auf Leinwand, 18. Jahrhundert | in der Kirche Translation-de-Saint-Martin (Lage)       | PM88000939    | Classé       | 1970  |      |
| Skulptur Der heilige Martin teilt seinen Mantel | Stein, Anfang des 16. Jahrhunderts                                                                                      | außen an der Kirche Translation-de-Saint-Martin (Lage) | PM88000936    | Classé       | 1964  |      |
| Erinnerungstafel an eine Messstiftung           | Stein, 18. Jahrhundert                                                                                                  | in der Kirche Translation-de-Saint-Martin (Lage)       | PM88000937    | Classé       | 1970  |      |
| Skulptur Heiliger Nikolaus                      | Prozessionsskulptur; Holz, farbig gefasst und vergoldet, 19. Jahrhundert                                                | in der Kirche Translation-de-Saint-Martin (Lage)       | PM88000938    | Classé       | 1970  |      |
| Kruzifix                                        | | in der Kirche Translation-de-Saint-Martin (Lage)       | PM88001822    | Inscrit      | 1988  |      |